# 마르쿠스 비니시우스 세하투
마르쿠스 비니시우스 세하투(포르투갈어: Marcos Vinicius Serrato, 1994년 2월 8일~)는 브라질의 축구 선수이다. 2023년 시즌 현재 K리그1의 대구 FC에서 미드필더로 활동하고 있다.